# Kaliumformiaat
Kaliumformiaat (KHCO2) is het kaliumzout van mierenzuur. Het kent niet veel toepassingen, alhoewel een oplossing van dit zout in water wordt gebruikt als strooizout in specifieke toepassingen, bijvoorbeeld op landingsbanen.
Het wordt ook toegepast in secundaire koelvloeistofmengsels omwille van de gunstige eigenschappen hiervoor, namelijk het verlagen van het vriespunt zonder de viscositeit of warmtecapaciteit (ten opzichte van zuiver water) veel te veranderen.

## Synthese
Kaliumformiaat wordt bereid door de reactie van koolstofmonoxide met kaliumhydroxide:
{\displaystyle {\ce {KOH + CO -> HCOOK}}}
Een alternatief is de zuur-basereactie tussen mierenzuur en kaliumhydroxide:
{\displaystyle {\ce {HCOOH + KOH -> HCOOK + H2O}}}
Een commercieel bruikbare reactie is die tussen formaldehyde, kaliumhydroxide en 2-methylpropanal, waarbij commercieel waardevol 2,2-dimethyl-1,3-propaandiol als bijproduct ontstaat:
{\displaystyle {\ce {2CH2O + KOH + C4H8O -> HCOOK + C5H12O2}}}